# Clinique Hallwang
 (mai 2023).
La mise en forme du texte ne suit pas les recommandations de Wikipédia : il faut le « wikifier ».
Les points d'amélioration suivants sont les cas les plus fréquents. Le détail des points à revoir est peut-être précisé sur la page de discussion.
- Les titres sont pré-formatés par le logiciel. Ils ne sont ni en capitales, ni en gras.
- Le texte ne doit pas être écrit en capitales (les noms de famille non plus), ni en gras, ni en italique, ni en « petit »…
- Le gras n'est utilisé que pour surligner le titre de l'article dans l'introduction, une seule fois.
- L'italique est rarement utilisé : mots en langue étrangère, titres d'œuvres, noms de bateaux, etc.
- Les citations ne sont pas en italique mais en corps de texte normal. Elles sont entourées par des guillemets français : « et ».
- Les listes à puces sont à éviter, des paragraphes rédigés étant largement préférés. Les tableaux sont à réserver à la présentation de données structurées (résultats, etc.).
- Les appels de note de bas de page (petits chiffres en exposant, introduits par l'outil «  Source ») sont à placer entre la fin de phrase et le point final[comme ça].
- Les liens internes (vers d'autres articles de Wikipédia) sont à choisir avec parcimonie. Créez des liens vers des articles approfondissant le sujet. Les termes génériques sans rapport avec le sujet sont à éviter, ainsi que les répétitions de liens vers un même terme.
- Les liens externes sont à placer uniquement dans une section « Liens externes », à la fin de l'article. Ces liens sont à choisir avec parcimonie suivant les règles définies. Si un lien sert de source à l'article, son insertion dans le texte est à faire par les notes de bas de page.
- La présentation des références doit suivre les conventions bibliographiques. Il est recommandé d'utiliser les modèles {{Ouvrage}}, {{Chapitre}}, {{Article}}, {{Lien web}} et/ou {{Bibliographie}}. Le mode d'édition visuel peut mettre en forme automatiquement les références.
- Insérer une infobox (cadre d'informations à droite) n'est pas obligatoire pour parachever la mise en page.

Pour une aide détaillée, merci de consulter Aide:Wikification.
Si vous pensez que ces points ont été résolus, vous pouvez retirer ce bandeau et améliorer la mise en forme d'un autre article.
 (mai 2023).
La clinique Hallwang est une clinique d'oncologie privée basée à Dornstetten, fondée en 2014. Elle est connue pour son commerce de thérapies non éprouvées et inefficaces, en parallèle de traitements du cancer plus conventionnels.

## Traitements
Outre des traitements conventionnels, la clinique propose une grande variété de traitements non éprouvés et pseudo-scientifiques, notamment l'homéopathie, la médecine orthomoléculaire, l'ozonothérapie et la vitamine C à haute dose.
La clinique est accusée d'exagérer l'efficacité attendue des traitements qu'elle commercialise.

## Histoire
La Waldeck Klinik KG, spécialisée en réhabilitation, a fermé en 2009,. En 2009, le Dr Ursula Jacob a ouvert la Privatklinik Dr. Ursula Jacob GmbH, centrée sur les thérapies holistiques du cancer, y compris les traitements alternatifs contre le cancer tels que l'ozonothérapie et la thermothérapie. La Privatklinik Dr. Ursula Jacob GmbH a changé son nom en 2014 pour devenir la clinique Hallwang.
À partir de 2014, l'actuelle clinique Hallwang a ouvert ses portes au même endroit en tant que clinique privée spécialisée en oncologie, impliquant désormais des oncologues apparemment certifiés. La clinique indique que son équipe comprend des oncologues, hématologues et de spécialistes en médecine interne. En 2019, le principal actionnaire était Albert Schmierer, propriétaire d'une chaîne de pharmacies spécialisées dans l'homéopathie.
La clinique est devenue célèbre lorsque l'actrice britannique Kate Winslet et les acteurs et producteurs de films américains Leonardo DiCaprio et Dwayne Johnson ont soutenu l'appel aux dons d'une patiente, en 2018. L'actrice anglaise Leah Bracknell a également compté parmi les patients de la clinique.

## Controverses
La clinique Hallwang est controversée. Elle se présente elle-même comme pionnière en matière d'oncologie personnalisée, bien que faisant preuve d'une rare opacité en ne partageant aucune donnée sur ses approches thérapeutiques avec la communauté scientifique, notamment quant à ses vaccins dont la composition demeure inconnue. Elle est critiquée à de multiples autres égards. Les coûts de la clinique privée sont très élevés. Plus de la moitié des 8 millions de livres sterling collectés par le financement participatif du cancer au Royaume-Uni étaient destinés à des voyages à la clinique Hallwang. Un père a été facturé 600 £ par nuitée en plus des frais pour son fils et les comprimés de paracétamol ont été facturés à 12 euros pour deux. Il est également reproché à la clinique de mêler des thérapies anticancéreuses approuvées par les autorités sanitaires à des traitements complémentaires, tels que la thermothérapie et l'ozonothérapie.
En 2019, le site de financement participatif GoFundMe a interdit les collectes de fonds pour les traitements à Hallwang.
Même si les protocoles de la clinique convainquent quelques scientifiques comme le Pr Claude Malvy, biochimiste dont l'épouse a bénéficié des soins de l'établissement, ils sont décriés par de multiples oncologues, parmi lesquels deux spécialistes de Gustave-Roussy, qui jugent les pratiques de la clinique Hallwang « au moins contraires au serment hippocratique », des spécialistes anglais dénonçant de « faux espoirs » et l'oncologue américain David Gorski. Ce dernier a relaté le cas d'un devis de 120 000 $  réalisé par la clinique, avec l'exigence d'un acompte de 80% qui devait être payé par le patient, la clinique ne collaborant pas avec les compagnies d'assurance. Gorski a également dénoncé la demande faite aux patients de ne pas parler à la presse, « l'association régulière de traitements non éprouvés et les pratiques commerciales abusant des personnes gravement malades ».
Ces critiques sont tempérées par plusieurs patientes de la clinique consultées en 2022. Celles-ci indiquent avoir été informées du peu de chances de réussite de leurs traitements, contrastant avec les constats de pratiques contradictoires rapportées en 2019 : les pratiques commerciales de la clinique avaient alors fait polémique par l'emploi de termes excessivement positifs et la présentation comme succès de cas de patients décédés.
La croissance du phénomène des pseudo-scientifiques, facilité, selon le Pr Simon Schraub, par une législation allemande très libérale à l'égard des traitements non éprouvés, suscite un intérêt accru des milieux scientifiques,, mais aussi politiques : visant le Dr Thomas J. Vogl, qui travaille étroitement avec la clinique Hallwang, le Ministre de la Santé du Québec Gaëtan Barrette a dénoncé un « commerce de l'espoir ».
Interrogée au sujet de la clinique, la Ligue contre le cancer relève que la clinique n'est « n’est pas connue, ni reconnue » pour certains traitements proposés et renvoie à l'expertise d'associations spécialisées pour lesquelles « il s’agit malheureusement d’une escroquerie ».